# Акын, Айше
Айше́ Акы́н (тур. Ayşe Akın; род. 24 января 1992, Брюссель) — турецкая актриса

 кино и телевидения, певица и фотомодель.

## Ранние годы
Айше Акын родилась 24 января 1992 года в Брюсселе (Бельгия) в семье родом из Афьонкарахисара. Когда ей было четыре года, она начала работать моделью после того, как её мать подписала контракт с агентством. Когда ей было двенадцать лет, она шесть месяцев играла в футбол в клубе. Акын изучала бизнес-администрирование и экономику в Бельгии. Получив предложение о работе в Турции, переехала из Бельгии в Турцию. Она изучала актёрское и ораторское мастерство в Craft Atelier.

## Карьера
В 2010 году Акын участвовала в конкурсе красоты в Бельгии и стала Мисс Брюссель.
В 2013 году Акын сыграла роль синьоры Габриэлы в телесериале «Великолепный век». В 2018 году она сыграла роль Арзу Таш в телесериале «Ранняя пташка». В 2021 году сыграла роль Дениз Калджу в телесериале «Постучись в мою дверь».

## Личная жизнь
С 2011 по 2012 год Акын была замужем за футболистом Ондером Тураджи.
В 2017 году Акын поделилась тем, как она победила нервную анорексию на разных телеканалах Турции. Она собрала медицинских специалистов, диетологов, психологов и помогла многим людям, страдающих заболеванием, лечиться бесплатно.
Акын говорит на турецком, немецком, французском и английском языках.

## Фильмография
| Год       |   | Русское название                        | Оригинальное название  | Роль             |
| --------- | - | --------------------------------------- | ---------------------- | ---------------- |
| 2008      | с | Маленькие женщины                       | Küçük Kadınlar         |                  |
| 2013      | с | Великолепный век                        | Muhteşem Yüzyıl        | синьора Габриэла |
| 2014—2016 | с | Война роз                               | Güllerin Savaşı        | Дуйгу            |
| 2017      | ф | Караван 1915                            | Kervan 1915            | Сузан            |
| 2018      | с | Виновен в человечности                  | İnsanlık Suçu          | Неслихан         |
| 2018      | с | Ранняя пташка                           | Erkenci Kuş            | Арзу Таш         |
| 2019      | с | История одной семьи                     | Bir Aile Hikayesi      | Джейлан          |
| 2020      | с | Дом, в котором ты родился — твоя судьба | Dogdugun Ev Kaderindir | Назлы            |
| 2020—2021 | с | Голый                                   | Çıplak                 | Кайли            |
| 2021      | с | Постучись в мою дверь                   | Sen Çal Kapımı         | Дениз Колджу     |
| 2022      | с | Если мужчина любит                      | Erkek Severse          | Шейма            |
| 2022      | ф | Карантин-19                             | Corontina 19           | Виктория         |
| 2023      | с | Королева                                | Kraliçe                | Нарин            |